# Vocabulario manual de las lenguas castellana y mexicana
El Vocabulario manual de las lenguas castellana y mexicana es un diccionario español-náhuatl.
Se publicó a inicios del siglo XVII; la segunda edición es de 1611. Su autor fue Pedro de Arenas.
Fue uno de los más populares diccionarios de la lengua náhuatl; se hicieron al menos 11 ediciones a lo largo de 220 años.